# Семивёрстная
Семивёрстная — река в Туруханском районе Красноярского края, правый приток Енисея.
Длина реки — 22 км. Исток находится в берёзово-еловых лесах на высоте 190 м над уровнем моря, течёт, в общем направлении, на запад. Несколько мелких притоков реки названий не имеют, впадает Семивёрстная в Енисей на высоте 9 м над уровнем моря в 1091 км от устья.
По данным государственного водного реестра России относится к Енисейскому бассейновому округу. Код водного объекта — 17010600112116100060729.